# Lei anti-LGBTQ da Rússia
A lei anti-LGBT da Rússia, conhecida também como lei anti-gay, foi aprovada por unanimidade pela Duma Federal em 11 de junho de 2013, com a abstenção de apenas um membro, sendo sancionada pelo Conselho da Federação em 27 de junho e promulgada por Vladimir Putin em 30 de junho do mesmo ano. O governo russo expõe que a lei visa evitar a representação da comunidade LGBT como parte normal da sociedade, argumentando que isso contraria os valores tradicionais do país.